# Замок Трацберг
Замок Трацберг (нем. Schloss Tratzberg) — средневековый и ренессансный замок, расположенный на территории тирольской коммуны Штанс, между австрийской коммуной Енбах и городом Швац. Замок, построенный на скалистом хребте примерно в 100 м над долиной, принадлежит Ульриху Гёсс-Энценбергу и его жене Катрин Гёсс-Энценберг. Впервые упоминается в документах за 1296 год как замок «Trazperch»; был разрушен пожаром в 1490—1491 годах. В современном виде был построен по заказу братьев Фейт-Якоба и Симона Тэнцль около 1500 года: представляет собой пример дворцового комплекса эпохи Возрождения в альпийском регионе Тироль.

## История
Замок Трацберг, известный в тот период под названием «Trazperch», был упомянут в документе за 1296 год. Эрцгерцог Зигмунд (Сигизмунд) расширил замок в 1462—1463 годах. Известно также, что в 1490—1491 годах замок был сильно разрушен пожаром, возникшем «по неосторожности смотрителя Заназеллера». В 1499 году будущий император Максимилиан I передал руины братьям Фейт-Якоб и Симон Тэнцль (Tänzl) — в обмен на замок Бернек в Каунертале — и потребовал восстановления укреплений в Штансе. За восемь лет, начиная с 1500 года, Трацберг был восстановлен и перестроен в четырехэтажный комплекс с внутренним двором и башней; северное крыло осталось недостроенным.
В 1553 году, в связи с финансовыми проблемами, наследники братьев Тэнцль продали замок; после этого он многократно менял владельцев и перестраивался. В ходе Войны за испанское наследство баварские власти захватили Трацберг в 1703 году. После этого его помещения использовались для размещения госпиталя. В 1847 году граф Франц III Энценберг стал собственником Трацберга, находившегося в упадке: к 1879 году замок был полностью отреставрирован. Потомки Энценберга продолжают владеть замком и проживать в нём.